# Quebrada de Saguara
Quebrada de Saguara är ett vattendrag i Chile.   Det ligger i regionen Región de Tarapacá, i den norra delen av landet, 1 600 km norr om huvudstaden Santiago de Chile.
Trakten runt Quebrada de Saguara är ofruktbar med lite eller ingen växtlighet. Trakten runt Quebrada de Saguara är nära nog obefolkad, med mindre än två invånare per kvadratkilometer.